# Barkod DNA

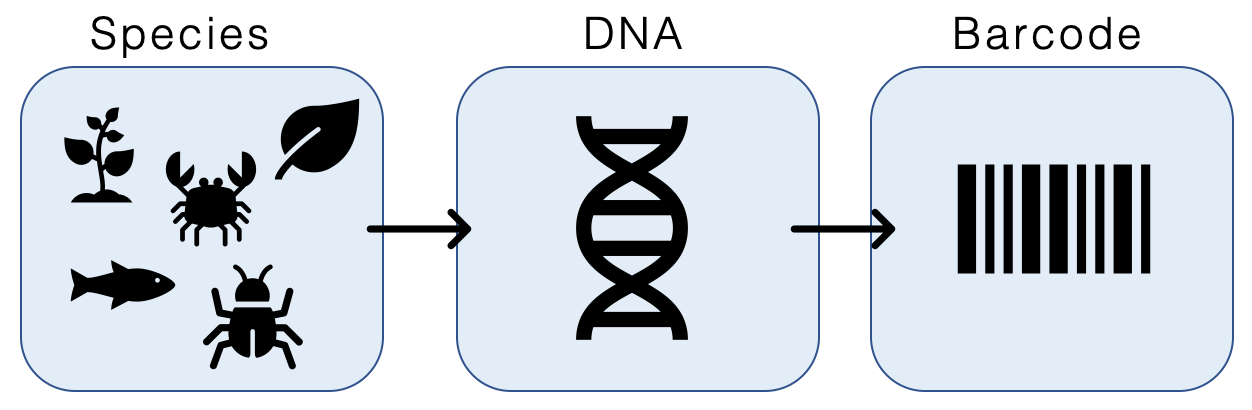
Poglądowy schemat „barkodowania”

Barkod DNA, „kod kreskowy” DNA (ang.DNA barcode) – sekwencja DNA w wybranym standardowym regionie genomu, pozwalająca na
identyfikację gatunku. Technikę ustalania „kodów paskowych DNA” różnych gatunków nazywa się barkodowaniem DNA lub barkodingiem (ang. barcoding). Może być wykorzystywana jedna lub kilka sekwencji DNA, znajdujących się w określonym locus lub w kilku loci. 
Proponowana jest standaryzacja procedur – używanie jednego lub tylko kilku stałych regionów genomów. Projekt globalnego barkodingu obejmuje stworzenie specjalnych urządzeń do sekwencjonowania, szybkich i łatwych w obsłudze. W celu koordynacji badań powołano Consortium for the Barcode of Life (CBOL) i International Barcode of Life Project (iBOL), zainicjowany w 2006 roku przez Paula D.N. Heberta i Genome Canada.

## Cechy
Idealny barkod DNA posiada następujące cechy:
- jest wysoce zachowawczy w obrębie gatunku i wysoce zmienny pomiędzy gatunkami;
- jest otoczony wysoce zachowawczymi domenami;
- jest krótki (do 600 pz);
- w jego obrębie rzadko zdarzają się insercje i delecje;
- występuje w dużej liczbie kopii.

## Rodzaje
Barkodem DNA może być:
- DNA jądrowe (np. ITS, ang. Internal transcribed spacer) – rzadko występują insercje i delecje, ale występuje w zbyt małej liczbie kopii, przeszkadzać mogą paralogi;
- DNA mitochondrialny mtDNA (np. cox1 – występuje w wielu kopiach, ale podlega wielu rearanżacjom (gł. przepływ mtDNA do genomu jądrowego), nie może być stosowany u roślin, nie pozwala prześledzić wielu procesów ewolucyjnych (mtDNA dziedziczy się uniparentalnie);
- DNA chloroplastowy cpDNA (np. rpoC1, rpoB, matK, trnH-psbA) – występuje w bardzo wielu kopiach i może być stosowany u roślin, wady jak mtDNA, poza tym nie pozwala na identyfikację allopoliploidów.